# Eileen O'Hearn
Eileen O'Hearn (Kansas City, Misuri; 8 de noviembre de 1913 - Isla Kodiak, Alaska; 22 de septiembre de 1992) fue una actriz estadounidense conocida por sus interpretaciones en The Richest Man in Town (1941), The Devil's Trail (1942) y Parachute Nurse (1942).[cita requerida]

## Primeros años
Nacida en Kansas City, O'Hearn era hija del matrimonio O'Hearn. Cuando vivía en Kansas City, estudió canto y representó el papel principal en la ópera Mignon. Estudió en la UCLA, donde participó en una producción de Of Thee I Sing. Actuó en el Westwood Community Theater y en el Pasadena Community Playhouse. También actuó en televisión en Kansas City, Misuri. Trabajaba como taquígrafa para Los Angeles Times cuando Columbia Pictures la contrató tras realizar una prueba de cámara.

## Vida personal y muerte
O'Hearn se casó con Frederick Pate, empleado de los estudios Columbia, el 7 de marzo de 1942 en Yuma, Arizona. Se trasladó a la isla Kodiak, Alaska, donde acudía a una residencia de ancianos para cantarles y tocar el piano. Murió allí en septiembre de 1992 a la edad de 78 años y está enterrada en el Kodiak Cemetery.

## Filmografía

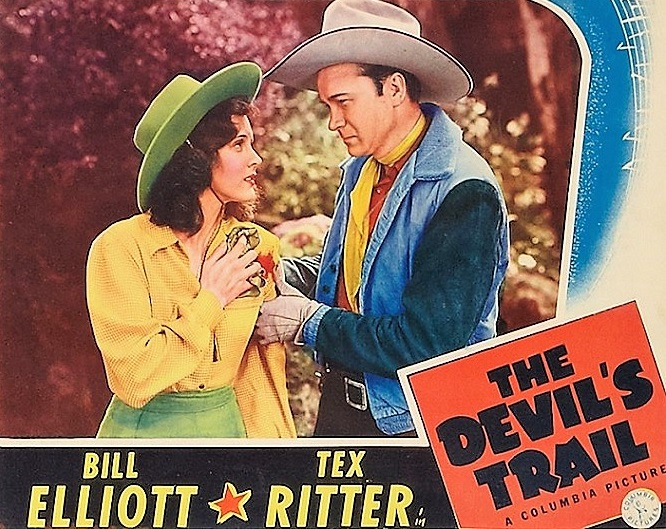
O'Hearn con Wild Bill Elliott en el cartel de The Devil's Trail (1942)

### Cine
| Año  | Título                        | Papel                  | Notas                         |
| ---- | ----------------------------- | ---------------------- | ----------------------------- |
| 1941 | Thunder Over the Prairie      | Nora Mandan            |                               |
| 1941 | The Richest Man in Town       | Mary Martin            |                               |
| 1941 | Honolulu Lu                   | Debutante              | (sin acreditar)               |
| 1942 | The Man Who Returned to Life  | Hettie                 | (sin acreditar)               |
| 1942 | The Adventures of Martin Eden | Chica                  | (sin acreditar)               |
| 1942 | Two Yanks in Trinidad         | Enfermera médica       | (sin acreditar)               |
| 1942 | Alias Boston Blackie          | Sirvienta del hotel    | (sin acreditar)               |
| 1942 | Blondie's Blessed Event       | Enfermera del hospital | (sin acreditar)               |
| 1942 | How Spry I Am                 | Madre                  | (cortometraje, sin acreditar) |
| 1942 | The Devil's Trail             | Myra Willoughby        |                               |
| 1942 | Not a Ladies' Man             | Margaret Vance         |                               |
| 1942 | Meet the Stewarts             | Mary                   | (uncredited)                  |
| 1942 | Submarine Raider              | Vera Lane              |                               |
| 1942 | Parachute Nurse               | Mary Mack              |                               |